# Leonardus Achates
Leonardus Achates, eigentlich Leonhard Agtstein, war ein Schweizer Buchdrucker, der etwa von 1472 bis 1491 in Italien tätig war. Er stammte aus Basel und ist deshalb auch als Leonardus de Basilea bekannt.
Leonardus Achates war ein Pionier des Buchdrucks in Italien. 1472 druckte er die Werke des römischen Dichters Vergil in Venedig, noch im selben Jahr erscheint sein Name in Vicenza. Hier war er längere Zeit tätig, doch finden sich auch Drucke aus Padua (1473) und St. Urso (1474). Nicht alle seine Drucke können ihm zweifelsfrei zugeschrieben werden. Sein spätester bekannter Druck datiert auf den 23. Dezember 1491.